# Fashion TV
Pour les articles homonymes, voir FTV.
Fashion TV ou FTV est une chaîne de télévision internationale consacrée à la mode et au mannequinat.

## Historique

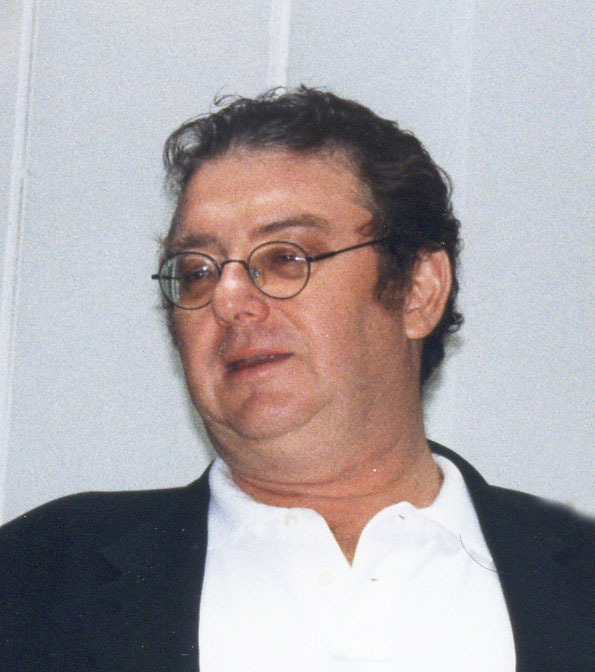
Michel Adam Lisowski, fondateur et dirigeant de Fashion TV en février 1999.

C'est une chaine de télévision, fondée en France en 1997 par son président Michel Adam Lisowski.[réf. nécessaire]

## Réception critique
À sa création, Libération, sous la plume de Loïc Prigent, décrit la chaîne en ces termes : 

« Des millions de défilés parisiens, londoniens, milanais, new-yorkais. Des mannequins qui marchent, des créateurs qui viennent saluer. Les podiums sont des périphériques sans fin, les mannequins deviennent sauterelles sur l'Égypte. Ça donne à peu près ça: Donna Karan, Gucci, So, Dior, Donna Karan, Chanel, Dior, Ungaro, Chanel, Donna Karan. Avec parfois des exercices de style intéressants : les cinq marques dessinées par Karl Lagerfeld qui défilent coup sur coup, ce qui permet d'observer que les souliers changent assez peu d'un défilé à l'autre. Vers le soir tard, on a le droit à un peu plus de garçons en slip, parfois même des drag queens, glanées dans des défilés plus underground-sensibles. L'investissement est minime puisque les images sont fournies par les maisons qui laissent parfois au passage leur logo en parasite sur l'écran. Il n'y a même pas de commentaires, tout juste des synthés laudateurs en bas de l'écran qui défilent quand un couturier italien devient fashion victim à Miami. Pas d'émissions non plus, un peu comme si la chaîne météo ne passait que des images satellite sans commentaires 24 heures sur 24. »

Les Inrocks, en 2014, évoque « [ses] images de défilés de mode au kilomètre pour animer les écrans des salons d’aéroport ou des bars d’hôtel lounge. Le degré zéro de l’information mode. »

## Identité visuelle (logo)

Logo de Fashion TV de 1997 à 2002.
Logo de Fashion TV depuis 2007.
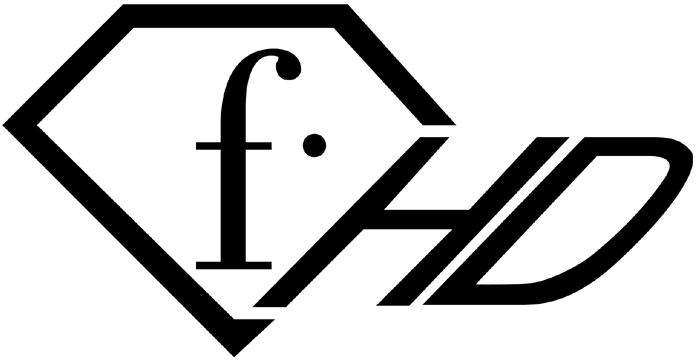
Logo de Fashion TV HD depuis le 31 octobre 2008.

## Programmes
Sa programmation comprend 24 heures sur 24 de style, mode, avec 500 heures de nouveaux programmes chaque année, 300 défilés, et approximativement 600 nouvelles séquences chaque saison.
Les diffusions mondiales sont disponibles via la télévision par câble, la télévision par satellite et la télévision par ADSL.
La plupart de la grille des programmes consiste en de courtes séquences (environ 5 minutes) extraites des défilés de mode, des coulisses de l'industrie du mannequinat, d'événements spéciaux et de cérémonies de récompenses.
Voici les programmes thématiques :
- Hair and make-up (coiffure et maquillage)
- First Face (mannequin ouvrant le défilé)
- Photographers (photographes)
- Fashion Bars
- Fashion Parties (soirées organisées par la chaîne)
- Fashion DJs (les plus grands DJs)
- Fashion Weeks (semaines de la mode)
- Trends (tendances)
- Lingerie (lingerie)
- Fashion Models (modèles, mannequins)
- Midnight Haute, également diffusé sous le nom de Midnite Haute (erotic lingerie, swimwear and calendar shoots) (dès minuit : lingerie érotique, maillots de bain et séances photo pour calendriers)

## Diffusion
Australie, Brésil, Asie, Inde, Moyen-Orient, Afrique du Nord, pays d'Extrême Orient, Amérique du Nord (maintenant disponible via des services de télévision mobile MobiTV et Sprint TV), Amérique latine, Pakistan, Philippines, Royaume-Uni, Thaïlande.
La couverture gratuite en HD le canal international principal Fashion TV devrait devenir mondiale d'ici quelques mois, par satellites de diffusion directe en mode free to air, et faire de Fashion TV la première chaîne TV diffusée dans le monde entier en HD, dès que le canal satellite couvrant les Amériques sera opérationnel.

## Les autres chaînes Fashion TV

### F MEN - Fashion TV pour hommes
F MEN était anciennement un programme de 30 minutes diffusé sur Fashion TV qui a basculé vers une chaîne unique diffusant 24 heures sur 24 en reprenant les grands thèmes de Fashion TV. C'est la seule chaîne consacrée 24 heures sur 24 et 7 jours sur 7 à la mode masculine.

### Site web
FTV a relancé son site web officiel (en anglais) www.fashiontv.com en 2005, aussi accessible par l'url ftv.com (redirection automatique vers fashiontv.com) diffusant FTV en direct, des sous-chaînes thématiques et un service de vidéo à la demande.